# Franz Bistricky
Franz Bistricky (26 de julho de 1914 - 7 de maio de 1975) foi um handebolista de campo austríaco, medalhista olímpico.
Fez parte do elenco vice-campeão olímpico de handebol de campo nas Olimpíadas de Berlim de 1936, atuando em duas partidas.